# Salvatore Parrillo
Salvatore Parrillo (Benevento, 2 dicembre 1992) è un cestista italiano, che gioca come play-guardia.

## Carriera
Il 5 aprile 2016 il play proveniente dall'Azzurro Basket Napoli firma un contratto con la Pallacanestro Reggiana fino alla fine dell'anno.
Il 14 agosto 2016 firma un contratto annuale con la Pallacanestro Cantù. Finisce la stagione con 2,2 punti e 1,1 rimbalzi di media a partita (cifre però salite a 3,9 punti, 2,5 rimbalzi e 1,3 assist di media con Carlo Recalcati in panchina), che gli valgono la riconferma con un contratto valido per le due stagioni successive, con un'ulteriore eventuale opzione per la stagione 2019-2020.. In seguito alla cessione di Ike Udanoh alla Sidigas Avellino, nel febbraio 2019 viene nominato capitano della Pallacanestro Cantù. Il 30 luglio del 2019 lascia dopo tre anni, la società brianzola per scendere di categoria firmando con la Pallacanestro Orzinuovi, società di Serie A2. Il 13 luglio del 2020 fa ritorno nella massima serie italiana, firmando per il Basket Brescia Leonessa. Il 22 giugno 2022 torna in Serie A2, firmando un contratto biennale con Latina.
Il 6 luglio 2024 firma un accordo con la V. L. Pesaro.